# Battle Arena Toshinden 3
Battle Arena Toshinden 3 (闘神伝3?, Tōshinden Surī, lett. "Spirito combattivo 3") è un videogioco picchiaduro a incontri in grafica 3D per PlayStation, sequel di Battle Arena Toshinden 2.
Toshinden 3 è il primo titolo della serie a non essere stato convertito per altre piattaforme. È inoltre l'unico gioco della serie che ha alcune differenze di gameplay fra la versione giapponese e quella europea/americana. Infatti, nonostante Toshinden 2 sia stato ampiamente sviluppato sul primo gioco, Toshinden 3 cambia radicalmente il gameplay della serie. Fra i cambiamenti principali: le arena sono chiuse, permettendo al giocatore di lanciare il proprio opponente contro le pareti aumentando il danno inflitto. Anche il sistema di combo è stato rielaborato, creando una nuova serie di combo per ogni personaggio.
Oltre ai quattordici personaggi iniziali, il gioco permette al giocatore di utilizzare anche altri diciotto combattenti sbloccabili, benché la maggior parte di essi siano in realtà versioni speculari dei quattordici iniziali.
La modalità arcade di Toshinden 3 è molto differente rispetto ai primi due giochi. I combattenti che il giocatore affronta nel corso del gioco variano a seconda del personaggio che si è scelto di utilizzare. Se il giocatore sceglie uno dei quattordici combattenti iniziali, i cosiddetti "eroi", gli opponenti che schiererà il computer saranno i vari membri dell'Organizzazione. Diversamente se il giocatore sceglie un membro dell'Organizzazione dovrà affrontare uno alla volta tutti gli eroi.

## Trama
Dopo la sconfitta della Società Segreta, lo sponsor dei due precedenti tornei Battle Arena Toshinden, è emerso e si è saputo presto che il gruppo criminale rivale di lunga data della Società Segreta, l'Organizzazione, che ha osservato entrambi i tornei dall'ombra, è ora pronto a fare la sua mossa per portare nel mondo il distruttivo dio della lotta, Agon Teos.
Il capo dell'Organizzazione, Abel, ha bisogno del sangue sacrificale dei guerrieri più forti del mondo e, grazie alle conoscenze del suo fedele agente, Vermilion, Abel organizza e sponsorizza un terzo torneo Battle Arena Toshinden per attirare Eiji Shinjo e i suoi compagni di lotta Toshinden allo scoperto, mettendoli contro i suoi guerrieri prescelti, che hanno copiato e appreso i rispettivi stili di combattimento degli obiettivi. Inoltre, Abel prende di mira un giovane inglese di nome David per usarlo come potenziale strumento umano per Agon Teos. Riuscendo a sfuggire all'implacabile inseguimento dell'Organizzazione, David viene presto salvato e soccorso da una giovane giocatrice d'azzardo giapponese di nome Shizuku Fuji e, a tempo debito, sia David che Shizuku partecipano al torneo per aiutare Eiji e il resto dei combattenti Toshinden contro l'Organizzazione.
Eiji e i combattenti Toshinden avanzano nel torneo e sconfiggono i loro rivali prescelti, durante il quale si verificano alcuni sviluppi della trama e avvengono all'interno della competizione, come i membri dell'Organizzazione Atahua e Tau che perdono i loro incontri sia con Ellis che con Gaia (con Atahua che impara e capisce da Tau che l'omicidio di un combattente non può giustificare i mezzi per restaurare un antico impero), Tracy risparmia la vita della vendicativa sorella gemella maggiore Rachael, che aveva rifiutato l'offerta di Tracy di ricominciare con lei e si era allontanata da lei per non farsi più vedere, e il membro dell'Organizzazione Cuiling cambia schieramento per aiutare Eiji e il resto dei combattenti Toshinden dopo aver ucciso Bayhou e vendicato la morte passata di Fo Fai, rendendosi anche conto che Abel doveva essere fermato prima che potesse riuscire a portare Agon Teos nel mondo. Eiji si trova ancora una volta faccia a faccia con Vermilion e supera l'assassino prima di incontrare finalmente il suo fratello maggiore, Sho, da tempo scomparso. I due combattono e Eiji vince, mentre Sho si complimenta per le abilità del fratello prima di andarsene. Eiji affronta e uccide Abel in un combattimento singolo, ma allo stesso tempo libera accidentalmente il precedente capo dell'Organizzazione, Veil, che era stato tradito e usurpato da Abel molto tempo prima. Privato della sua vendetta, Veil combatte contro Eiji ma viene ucciso a sua volta.
Con la morte di Veil e Abel, l'Organizzazione viene completamente distrutta e il mondo viene miracolosamente salvato dall'ira maligna di Agon Teos. Tuttavia, Eiji scopre presto che Vermilion è in qualche modo sopravvissuto ed è sfuggito alla distruzione dell'Organizzazione, scomparendo completamente senza lasciare traccia. Di fronte a un'offerta allettante, Eiji inizia il suo piano per attirare Vermilion in una battaglia finale.